# 粉蝶虫瘴霉
粉蝶虫瘴霉（学名：Furia pieris）是属于虫霉目虫霉科虫瘴霉属的一种真菌，寄生在斑蛾上。该种分布于中国、美国。